# Mirjam Jacobson

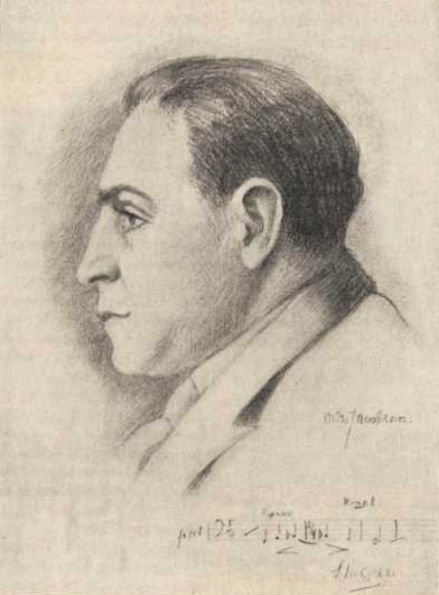
Portret van Sim Gokkes (1932)

Mirjam Rosa Cohen Bendiks-Jacobson (Amsterdam, 14 juli 1887 – Bergen-Belsen, 8 februari 1945) was een Nederlands etser, grafisch ontwerper, schilder en tekenaar.

## Leven en werk
Jacobson was een dochter van de bankier Isaac Jacobson en Betty Goldschmidt. Ze werd opgeleid in haar geboorteplaats aan de Rijksschool voor Kunstnijverheid en vanaf 1916 aan de Rijksacademie. Ze brak haar studie in Amsterdam af voor een tijd in Frankrijk en Denemarken. Terug in Nederland deed ze in 1924 opnieuw toelatingsexamen voor de Rijksacademie en ronde in 1931 de opleiding af. Ze was een leerling van onder anderen Johannes Hendricus Jurres, Simon Maris en Willem Retera.
Jacobson tekende en schilderde onder meer (bloem)stillevens, figuurvoorstellingen en portretten en maakte ex librissen. Ze gaf daarnaast teken- en schilderlessen. Ze nam deel aan de Jaarbeurs voor kunstnijverheid in 1919 in Amsterdam en exposeerde met de Kunstenaarsvereniging Sint Lucas. Voor het joods weekblad De Vrijdagavond tekende ze in de jaren dertig portretten van bekende joden, onder wie actrice Esther de Boer-van Rijk, componist Sim Gokkes, prof. dr. Juda Lion Palache, acteur Elias van Praag en theaterdirecteur Abraham Tuschinski.
Ze trouwde in 1932, op 44-jarige leeftijd, met de koopman Izaäk Cohen Bendiks (1878-1945), oprichter van een koffiehandelmaatschappij. Jacobson werd eind 1942 weggevoerd naar Kamp Westerbork. Zij en haar man overleden begin 1945, een maand na elkaar in het concentratiekamp Bergen-Belsen. Er werd bij de Rijksacademie een fonds ingesteld ter herinnering aan de kunstenares.